# Georg Krämer (Bildhauer)

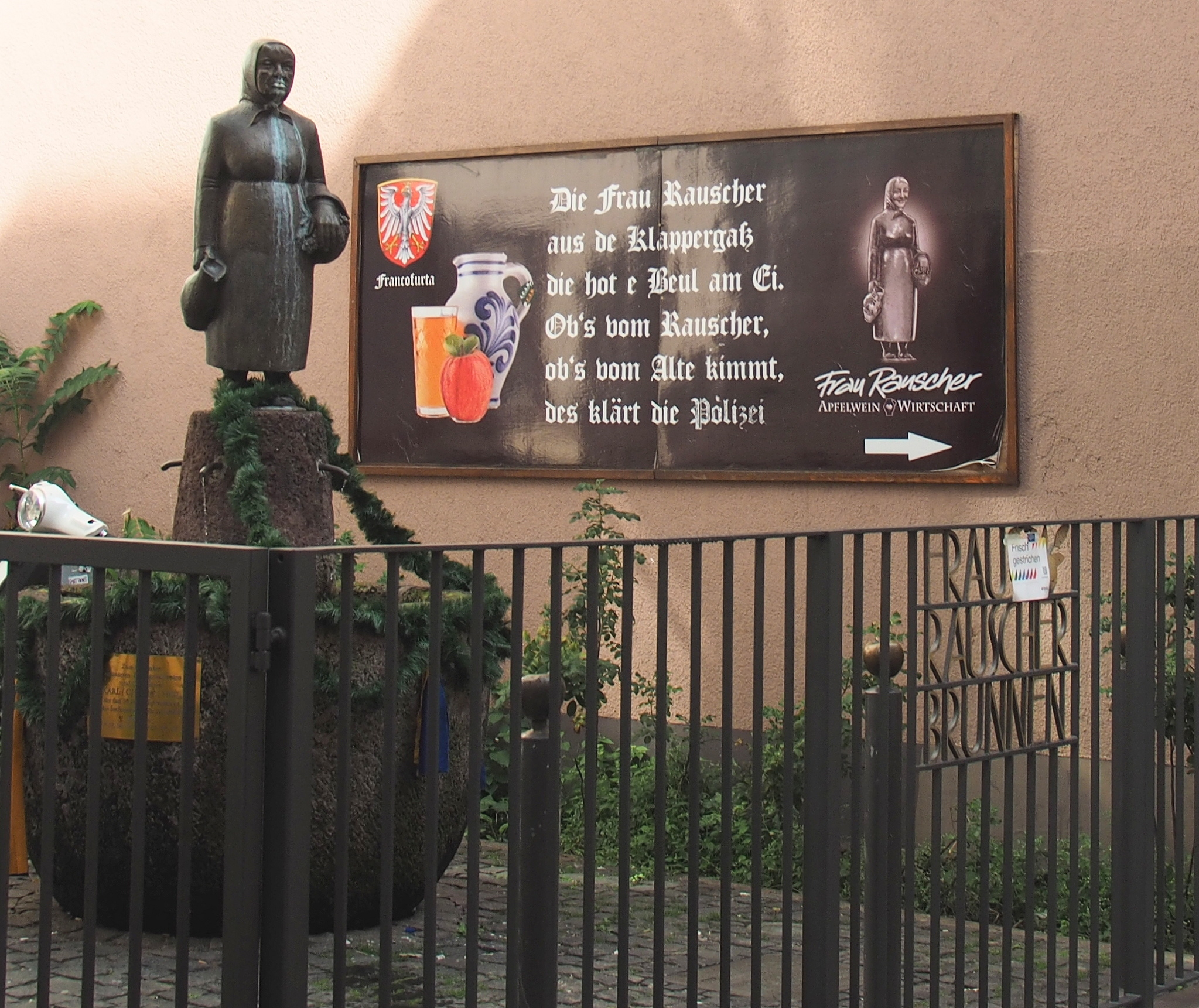
Frau-Rauscher-Brunnen

Georg Krämer (* 22. Februar 1906 in Hanau; † 2. Januar 1969 in Frankfurt am Main) war ein deutscher Bildhauer und Medailleur.

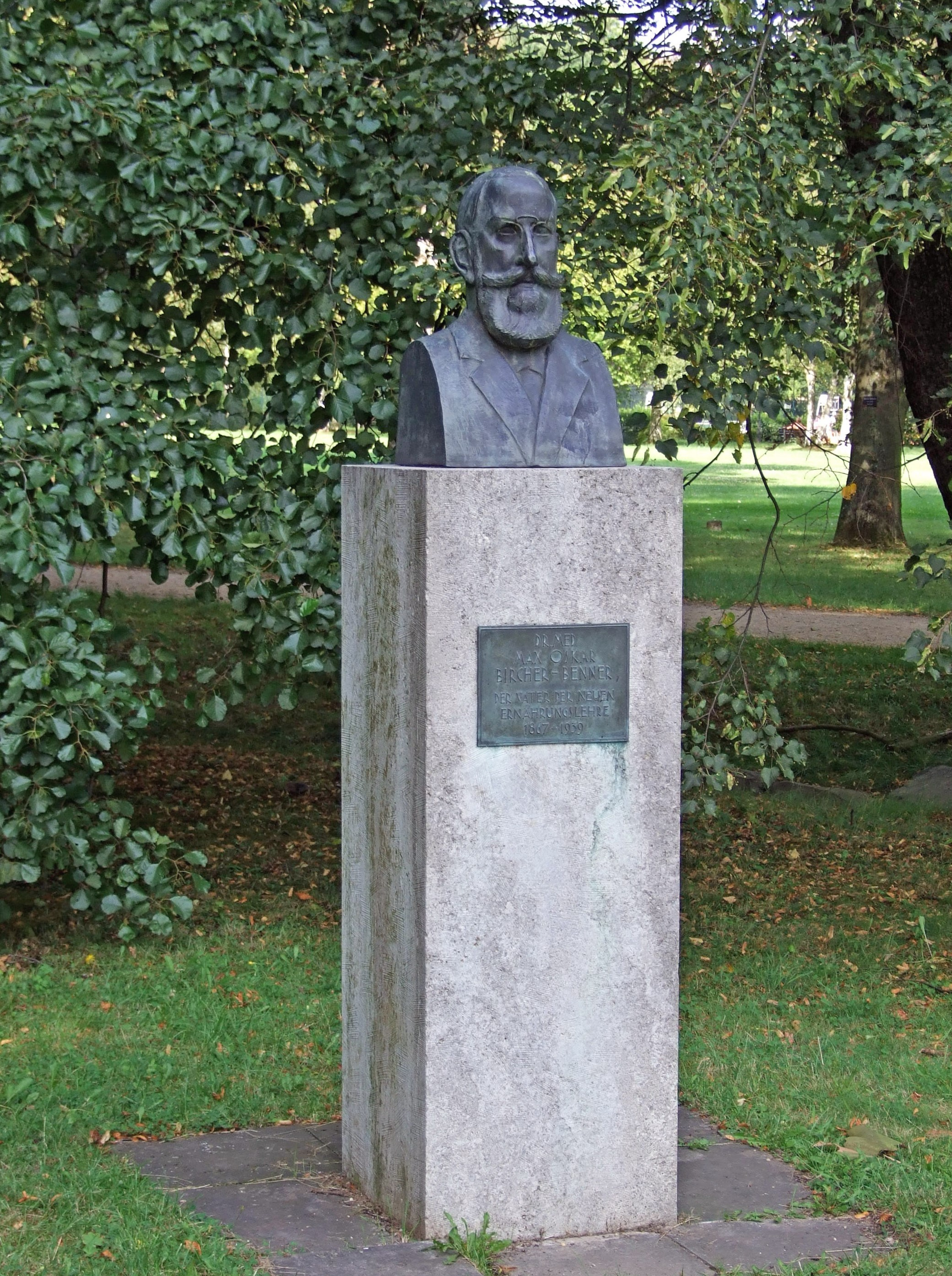
Bronzebüste Bircher-Benners

## Leben und Werk
Georg Krämer wurde als Sohn eines Kunstschmiedes geboren. Er studierte in Hanau, in Offenbach am Main und in Frankfurt und bezog 1934 sein erstes Atelier an der Städelschule. Eine Vielzahl von Brunnen und Kunstwerken in Frankfurt und im ganzen Bundesgebiet wurde von ihm geschaffen. 
Seine Porträttafeln von Kennedy, Beckmann, Hindemith, Stürmer und Graf in Frankfurt machten ihn bekannt. Die von der Stadt Frankfurt für ehrenamtliches Engagement verliehene „Römerplakette“ und das Grabmal von Oberbürgermeister Walter Kolb sind sein Werk.
10 Jahre lang war er Vorsitzender der Frankfurter Kunstgesellschaft. Er ist auf dem Frankfurter Südfriedhof beerdigt.

## Werke
- Römerplakette der Stadt Frankfurt am Main.
- Bronzebüste Bircher-Benners in Bad Homburg.
- Skulptur des Ehrenmales für die Opfer des Ersten und Zweiten Weltkriegs, Frankfurt am Main-Schwanheim, Martin Henrich-Anlage.[1]
- 1946  Bronzegußmedaille,  einseitig, 119 mm. Goethe. Literatur: Förschner 224.
- 1946  Bronzegußmedaille,  einseitig,  96 mm. Wilfried, Kinderbüste nach links.

(für die Brunnen, siehe Liste von Brunnen in Frankfurt am Main)
- Frau-Rauscher-Brunnen
- Affen-Brunnen
- Bäckerbrunnen
- Schwarze-Ritter-Brunnen